# MIM-46 Mauler
Das MIM-46 Mauler war ein US-amerikanisches Kurzstrecken-Flugabwehrraketensystem aus den 1960er-Jahren, das nie über das Projektstadium hinauskam.

## Entwicklungsgeschichte
In den späten 1950er-Jahren meldete die U.S. Army Bedarf für ein autonomes Kurzstrecken-Flugabwehrraketensystem an. General Dynamics wurde beauftragt, ein solches Flugabwehrsystem mit dem Namen „Mauler“ zu entwickeln. Gleichzeitig bekundete Großbritannien Interesse und wollte die neue Waffe kaufen.
Beim System „Mauler“ befinden sich alle notwendigen Komponenten wie Suchradar, Feuerleitsystem und Raketen auf einem Fahrzeug. Erste Tests ungelenkter Raketen erfolgten im September und Dezember 1961. Testreihen mit gelenkten Raketen wurden im Juni 1963 erfolgreich durchgeführt. Im gleichen Monat wurde die Zusatzbezeichnung XMIM-46A hinzugefügt. Das Präfix „X“ stand hierbei für experimental und wäre erst bei Einführung in die U.S. Army entfallen.
Das gesamte Projekt war von Anfang an mit vielen Schwierigkeiten konfrontiert. Beispielsweise war die Konstruktion des 3×3-Startbehälters problematisch, weil beim Abfeuern eines Lenkflugkörpers aus einer Behälterkammer benachbarte Kammern und die darin befindlichen Raketen beschädigt wurden. Außerdem wurden Mängel bei der Rakete selbst festgestellt, so ergaben sich Probleme an der Raketenhülle und Schwierigkeiten mit der Aerodynamik des Lenkflugkörpers. Auch traten Fehler bei der Feuerleitanlage auf, so ging des Öfteren der Kontakt zur Rakete kurz nach dem Start verloren.
Diese Probleme führten schließlich im November 1965 zur Einstellung des Projekts. Es wurde noch versucht, weniger kompliziertere Varianten zu entwickeln, was ebenfalls zu keinem Ergebnis führte. Auch war es nicht gelungen, eine seegestützte Boden-Luft-Variante des Systems, das RIM-46A Sea Mauler, für die U.S. Navy zu entwickeln. Man entschied sich stattdessen für das überschallschnelle radargesteuerte RIM-7-Sea-Sparrow-Flugabwehrraketensystem.
Als Ersatz für MIM-46 Mauler wurde das MIM-72-Chaparral-Flugabwehrraketensystem entwickelt, das als Lenkflugkörper die bewährte Luft-Luft-Rakete AIM-9 Sidewinder verwendete, die allerdings anders als die MIM-46 nicht radar-, sondern infrarotgelenkt war. Wegen des Scheiterns des Projekts MIM-46 Mauler wurden auch die Kaufverhandlungen mit Großbritannien beendet. Das MIM-72-Chapparal-System entsprach nicht den britischen Vorstellungen. Die Briten entwickelten ihr eigenes System, die Boden-Luft-Rakete Rapier, die wiederum eine radargesteuerte Fernlenkung aufwies.

## Technik

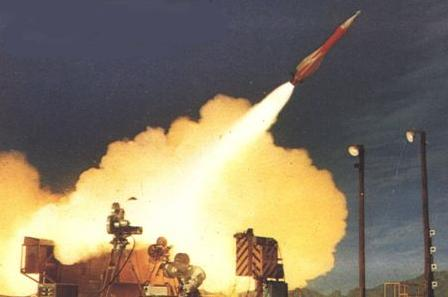
Raketenstart eines Mauler-Flugkörpers

Abgefeuert wurden die Raketen vom Starterfahrzeug XM546, einem modifizierten M113. Jeder XM546 transportierte neun Lenkflugkörper, die sich in einem rechteckigen Behälter befanden. Das Radar T-I CW (T-I: Tracking and Illumination, CW: continuous wave) befand sich über und neben dem 3×3-Startbehälter. Die abgefeuerte Rakete wurde während der gesamten Flugphase vom T-I-Radar geleitet, bis der Annäherungszünder den Flugkörper zur Explosion brachte.